# Robot Gully
Die Robot Gully ist eine glaziale Rinne des Mount Erebus auf der antarktischen Ross-Insel. Sie liegt in rund 3675 m Höhe auf der Nordwestseite des Gipfelkraters.
Die Rinne diente am 1. Januar 1993 als Aufstiegsroute für den namensgebenden Roboter Dante, den die NASA hier erprobte.